# Ъглова честота
Ъглова честота (ω) е скаларна величина за скорост на въртене. Отнася се за ъгловото отместване за единица време (например при ротация) или за скоростта на промяна на фазата в синусоидална форма на вълната (например при трептения и вълни) или за скоростта на промяна на аргумента на синусоидална функция.
Ъгловата честота представлява големината на вектора на ъглова скорост. Един оборот е равен на 2π радиана и следователно:
{\displaystyle \omega ={{2\pi } \over T}={2\pi f},}
където:
ω е ъгловата честота (rad/s),
T е периодът (s),
f е честотата (Hz или ν).

## Мерни единици
Мерната единица по SI за ъглова честота обикновено е радиани в секунда (rad/s), дори когато тя не изразява ротационна стойност. От гледна точка на анализа на размерностите, единицата херц (Hz) също е правилна, но на практика се използва само за обикновена честота f и почти никога за ω. Тази конвенция помага да се избягват обърквания.
В цифровата обработка на сигнали ъгловата честота може да се нормализира чрез дискретизация, което дава нормализирана честота.

## Кръгово движение
При въртящ се или орбитиращ обект съществува връзка между разстоянието от оста, тангенциалната скорост и ъгловата честота на въртене:
{\displaystyle \omega =v/r.}

### Трептение на пружина
Обект, закачен за пружина подлежи на трептение. Ако пружината се счита за идеална, незатихваща и без маса, тогава движението е просто и хармонично с ъглова честота, изведена чрез:
{\displaystyle \omega ={\sqrt {\frac {k}{m}}},}
където
k е пружинната константа,
m е масата на обекта,
ω е естествената честота (която понякога бива отбелязвана и с ω0.)
Докато обектът трепти, неговото ускорение се изчислява чрез
{\displaystyle a=-\omega ^{2}x,}
където x е преместването от точката на равновесие.
Използвайки обикновена честота от обороти в секунда, това уравнение приема вида
{\displaystyle a=-4\pi ^{2}f^{2}x.}

### LC вериги
Резониращата ъглова честота в LC верига с последователно свързване е равна на квадратния корен от реципрочното на произведението на капацитета (C) и индуктивността (L):
{\displaystyle \omega ={\sqrt {\frac {1}{LC}}}.}
Свързването последователно на съпротивление (например, поради съпротивление на навивките в намотка) не променя резониращата честота на последователната LC верига. За паралелно свързана верига, горното уравнение често е полезно приближение, но резониращата честота не зависи от загубите на елементите, които са свързани паралелно.